# Lev Lerch
Lev František Kajetán Jindřich Lerch (13. srpna 1856 Smíchov – 6. května 1892 Smíchov) byl český malíř.

## Život

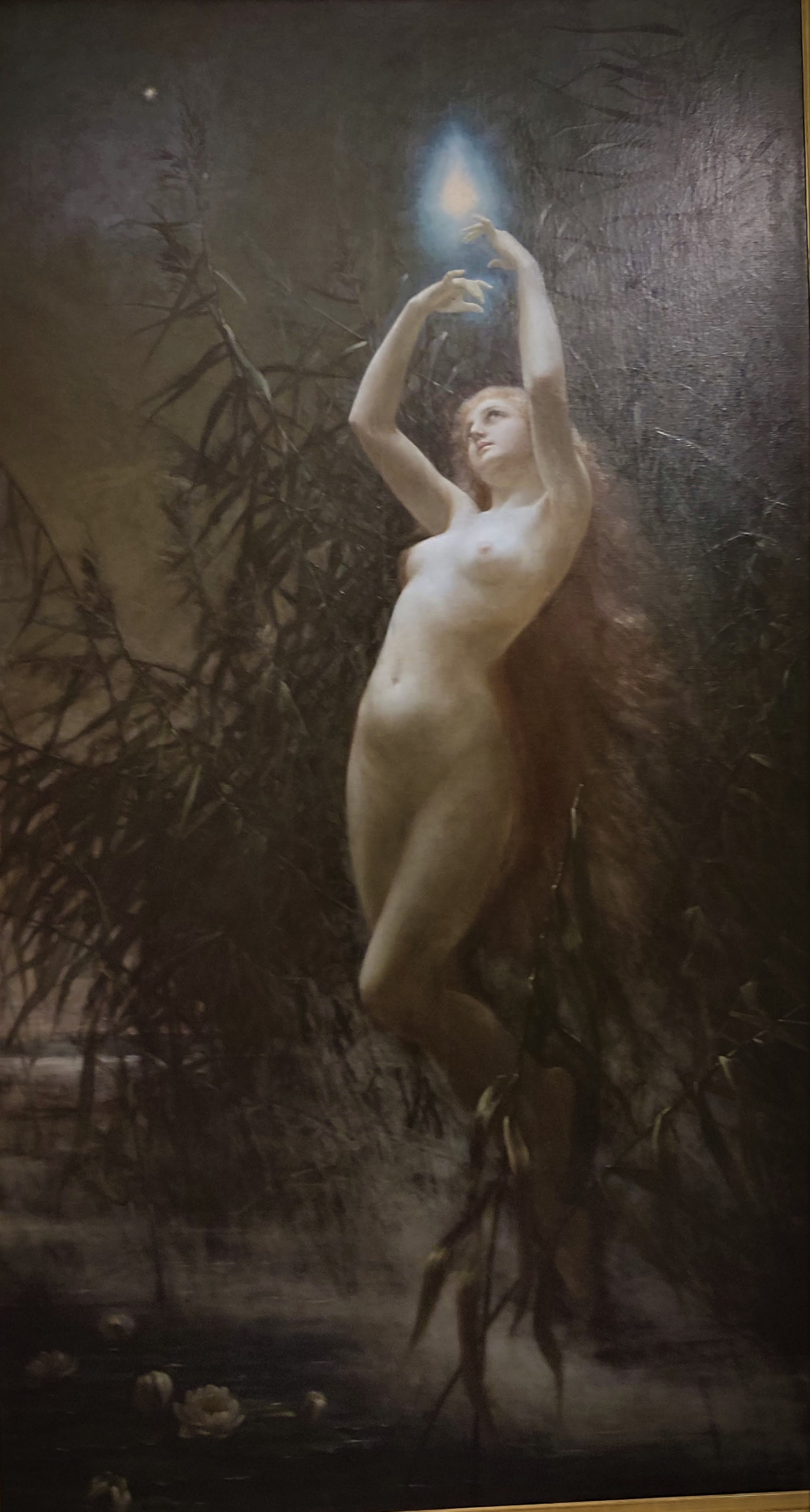
Bludička (1888)

Narodil se 13. srpna 1856 na Smíchově jako první syn Josefa O. Lercha (1816–1892), lékárníka a profesora chemie pražské lékařské fakulty a jeho manželky Johanny rozené Ellenbergerové (1829–1899), dcery pražského měšťana, majitele cihelny a podnikatele ve stavebnictví. Rodina původně bydlela v domě čp. 60 v blízkosti křižovatky u Anděla, odkud se později přestěhovala o pár set metrů dál do čp. 250, kde si jeho otec zřídil „apotéku”. Lev docházel do tehdy jediné školy na Smíchově v ulici Na Bělidle. Poté pokračoval ve studiu na vyšší reálce, při níž proti vůli otce navštěvoval soukromé malířské kurzy Leopolda Stephana. V letech 1874–1876 studoval malířství na pražské Akademii. V roce 1877 se přidal k dobrovolnické službě u husarského pluku. Ve studiu pokračoval na Akademii výtvarných umění v Mnichově u Ludwiga Löfftze. Spolu s malíři Jaroslavem Věšínem nebo Emanuelem K. Liškou se stal spoluzakladatelem české umělecké kolonie v Mnichově, kde v 2. polovině 80. let vznikl spolek mladých českých výtvarníků Škréta. Lev podnikl studijní cesty do Paříže, Itálie a Alžírska a po návratu do Prahy si zřídil ateliér na Smíchově. Na výstavě v Drážďanech získal jeho obraz první cenu. V roce 1884 měl velký úspěch na Žofínské výstavě, čímž podle kritiků postoupil do řady předních českých malířů. Následujícího roku byl nejvyhledávanějším pražským portrétistou. Lerch u portrétů nezůstal. Roku 1891 vystavoval na Jubilejní výstavě v Praze, kde představil dvě svá nejvýznamnější díla – Pieta (Mater Dolorosa) a Bludička. V březnu 1892 zemřel jeho otec Josef Lerch na zánět plic a pouhé dva měsíce po něm jej po „delší zarputilé nemoci plicní” následoval i jeho syn Lev. Byl pohřben na smíchovském hřbitově.
O dva roky později se konala posmrtná Lerchova výstava v Rudolfinu. Výtěžek z výstavy Lerchova rodina zčásti věnovala na podporu studia mladých výtvarníků. Odkoupená Pieta byla umístěna do kostela svatého Václava na Smíchově.

## Dílo
Lev Lerch patřil k malířům, kteří byli koncem 19. století ovlivněni vlnou mysticismu a naturalismu. Byl všestranným malířem portrétů, krajin, náboženských témat pro oltářní obrazy, historických, žánrových i pohádkových motivů (Bludička). Byl ve své době žádaným umělcem. Preferoval techniku olejomalby, vynikal v kolorismu a šerosvitu mnichovské školy, postupně si oblíbil také pastel.
- Kristus Dobrý pastýř, oltářní obraz pro kapli sv. Jana Nepomuckého kláštera sester Nejsv. Srdce Ježíšova v Praze na Smíchově, kolem 1885[9]
- Probuzení, 1885 (sbírka Patrika Šimona)
- Bludička, Praha 1888, Národní galerie v Praze
- Kristus na hoře Olivetské
- Pieta

## Galerie

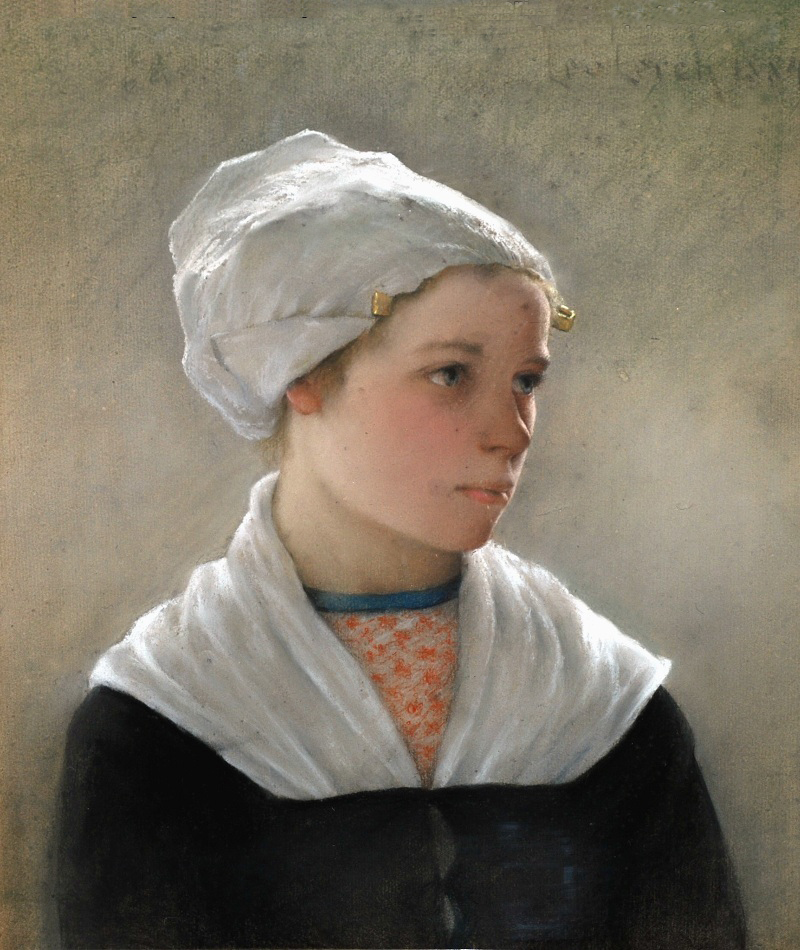
Portrét dívky
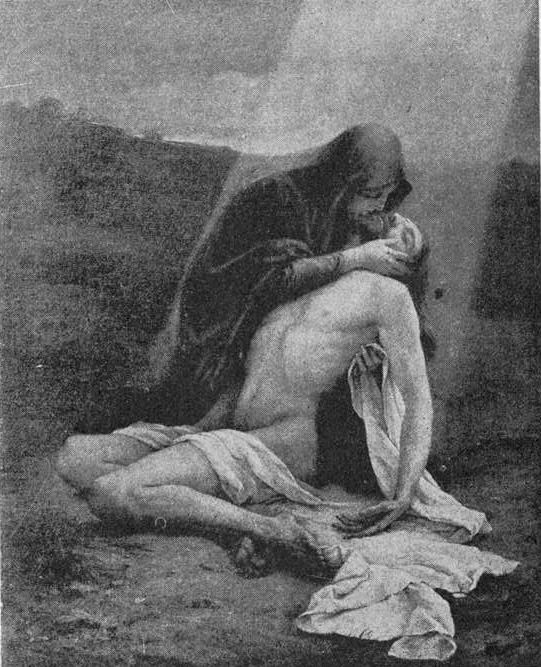
Pieta  (kolem 1891)
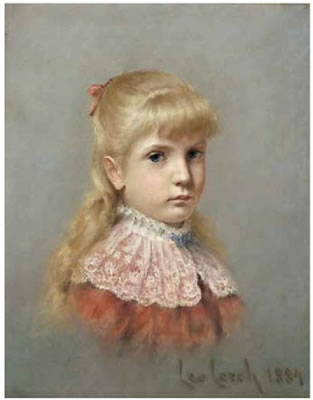
Dívčí portrét (1884)
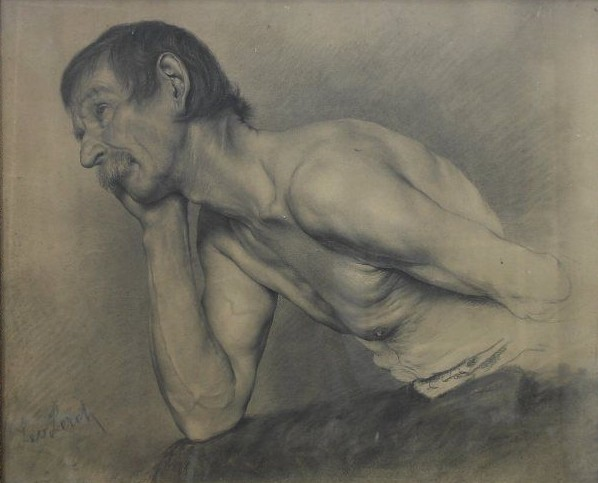
Starý muž